# Erik Bruun

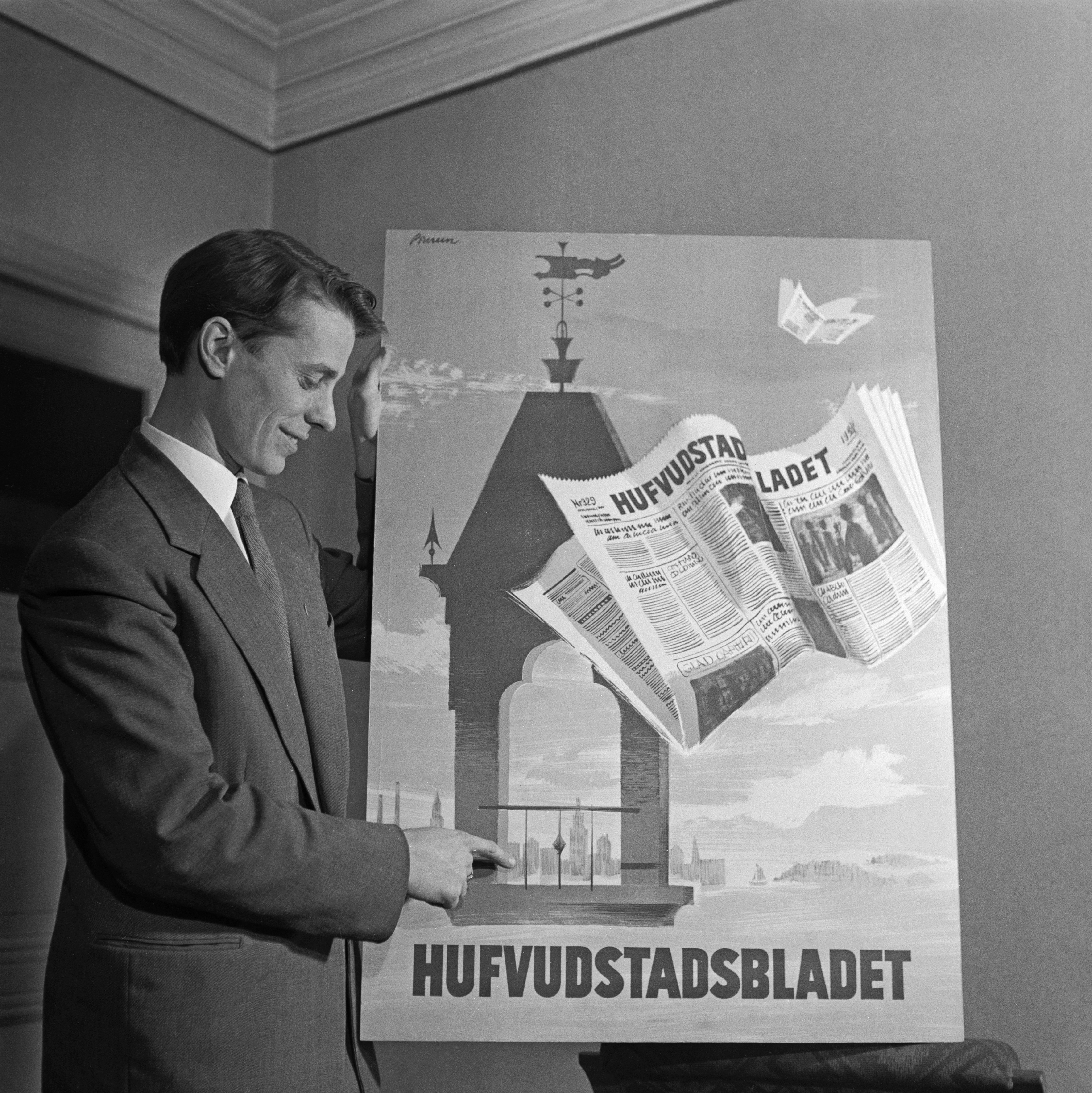
Erik Bruun år 1954 med en affisch.

Rolf Erik von Bruun, född 7 april 1926 i Viborg, då tillhörande Finland, är en finländsk grafiker. 
Erik Bruun studerade 1944–1949 vid Konstindustriella läroverket och har ställt ut sedan 1951 samt ordnat egna utställningar sedan 1955. Han grundade 1953 en egen grafisk ateljé och är mest känd för sina affischer, typografiska alster och annan bruksgrafik. I början av 1950-talet gjorde han bland annat en affisch för Hufvudstadsbladet, som 1953 utsågs till ”Årets plakat” i Finland. En annan på sin tid välkänd affisch var Oy Hartwall Ab:s Jaffa-plakat. Han inledde sin långa serie av affischer med naturskyddstemata redan på 1960-talet. Bilden  av den utrotningshotade Saimenvikaren är tryckt i tiotusentals exemplar. Andra motiv är fåglar (bland annat havsörnen, 1962), fiskar och växter i Flora Fennica-serien. Dessa har bidragit till hans internationella berömmelse. 
Till Erik Bruuns produktion hör vidare reklamplakat för Operafestivalen i Nyslott och för städer som Helsingfors, Åbo och Borgå samt för finländsk industri. Han gjorde även en insats med layouten för Books from Finland, som i likhet med hans affischer, bland annat via utrikesministeriet, har spritts över hela världen. Vid sidan av de tecknade plakaten har fotot varit ett viktigt hjälpmedel i Erik Bruuns konst och ett av hans särintressen. Han var sedeltecknare för Finlands Bank från 1982. Stora utställningar av hans grafiska produktion har ordnats bland annat i Helsingfors konsthall 1988 och i Finlands skogsmuseum Lusto 2001. 
Han tilldelades professors titel, blev hedersdoktor vid Konstindustriella högskolan 2001 och tilldelades Pro Finlandia-medaljen 2007.